# 金田一蓮十郎
金田一蓮十郎（1980年9月21日—），日本女性漫畫家，大阪府出身，代表作是《熱帶雨林的爆笑生活》。以「金田一蓮十郎」為筆名，2014年生日時在推特提到有本名，姓氏與筆名完全不同的人相當普遍，但仍全名不詳。

## 作品
- 《哈雷小子》（『月刊少年ガンガン』、1997年No.4 - 2003年1月号）全10冊，中國又譯《熱帶雨林的爆笑生活》。原名，大然文化出版。
- 《哈雷小子 ll》（『月刊少年ガンガン』、2003年2月号 - 2009年10月号）全10冊。原名，青文出版。
- 《變裝俏老爸》（『ヤングガンガン』、2004年創刊号 - 2012年3号）全10冊，原名，青文出版。
- 《マーメイドライン》（『コミック百合姫』、2006年vol.6 - 2007年vol.9）全1冊。
- 《亞留美的學習帳》（『週刊ヤングジャンプ』2012年28号〈月1連載→月3回連載〉 - 2013年30号） 全2冊，原名：，長鴻出版。
- 《草莓觀察日記》（『月刊少年GagOh!』→『コミックバウンド』→『ガンガンパワード』→『ガンガンYG』→『増刊ヤングガンガン』→『増刊ヤングガンガンビッグ』、1999年 - ）2冊待續，連載無期限休刊。原名：，東立出版。
- 《謊言×謊言》（『デザート』、2010年4月号 - 2017年8月号）1～9冊待續，不定期連載。原名：，東立出版。
- 《啦啦啦》（『YOUNG GANGAN』、2012年24号 - 2021年11号）全10冊。原名：《ラララ》，未代理。
- （『YOUNG GANGAN』2014年13号 - 〈月1連載、『GANGAN ONLINE』刊載短篇〉）1～3冊待續。

## 外部連結
- （日語）